# گاستون گلوک
گاستون گلاک (انگلیسی: Gaston Glock؛ زادهٔ ۱۹ ژوئیهٔ ۱۹۲۹) کارآفرین، مخترع و طراح اهل اتریش است، که در سال ۱۹۶۳ شرکت گلوک را تأسیس کرد.
گلاک در ۲۷ دسامبر ۲۰۲۳ در سن ۹۴ سالگی درگذشت.